# Annales des Printemps et Automnes
Pour les articles homonymes, voir Annales (homonymie).
Ne doit pas être confondu avec Annales des Printemps et des Automnes de Lü.
Les Annales des Printemps et Automnes (春秋 Chūn Qiū), ou Annales du pays de Lu, est une chronique des règnes des douze princes de l'État de Lu, de 722 à 481 av. J.-C. Elles décrivent, de manière extrêmement succincte et dans un style dépouillé, les principaux évènements politiques, diplomatiques et militaires, intervenus à Lu et chez ses voisins, notamment les États de Qi, Jin, Qin et Chu, ainsi que quelques phénomènes naturels (éclipses, inondations, tremblements de terre). Ces évènements sont classés par ordre chronologique, par année de règne, puis par saison, et mois, précisant parfois le jour.
L'ouvrage est l'œuvre de plusieurs générations de scribes, dont les travaux auraient été, selon la tradition, compilés par Confucius au début du Ve siècle av. J.-C.
Cet ouvrage est considéré comme l'un des Cinq Classiques chinois.
Son titre vient de l'expression « printemps et automnes », courante dans la Chine antique pour désigner par métonymie l'année entière, marquée par la succession des saisons. Il a par la suite servi à désigner la période qu'il couvre, c'est-à-dire la première moitié de l'époque des Zhou Orientaux. D'autres annales appelées Printemps et Automnes existaient pour d'autres États en dehors de Lu, mais ont été perdues : le Mozi en évoque pour Yan, Qi, Song, et même la dynastie Zhou.

## Commentaires
Difficiles d'interprétation, et rendus célèbres par leur association traditionnelle à Confucius, les Printemps et Automnes ont fait l'objet de trois commentaires traditionnels (春秋三傳 Chunqiu Sanzhuan, les Trois Commentaires des Printemps et Automnes) : le Zuo Zhuan, le Gongyang Zhuan et le Guliang Zhuan.
Le premier commentaire, le Zuo Zhuan, Commentaire de Maître Zuo, est traditionnellement attribué à Zuo Qiuming, et fut probablement écrit au cours du IVe siècle av. J.-C. Il couvre une période plus longue que les Printemps et Automnes (jusqu'en 463 av. J.-C.), mentionne parfois des évènements différents, et est écrit dans un style plus narratif. Il s'agit d'une œuvre composite, qui comprend à la fois :
- une chronique de l'État de Lu, très voisine de celle des Printemps et Automnes (avec néanmoins de légères différences, ce qui semble indiquer un autre compilateur) ;
- une compilation d'annales provenant vraisemblablement d'autres États, et mentionnant des faits absents des Printemps et Automnes ;
- des anecdotes supplémentaires, généralement sous forme de dialogues ou de discours, qui précisent les évènements racontés dans les annales ;
- des commentaires du texte des Printemps et Automnes, de nature morale ou rituelle.

Le second commentaire, le Gongyang Zhuan, Commentaire de Gongyang, fournit une interprétation morale des évènements des Annales à la lumière de la philosophie de Confucius. Il a été rédigé, sous sa forme définitive par Maître Gongyang, sous le règne de l'empereur Jing des Han (de -157 à -141). Mais la tradition en attribue l'origine à Zixia (子夏), un disciple de Confucius. L'historiographie moderne considère que le texte actuel est fondé sur une version antérieure, datant de l'époque des Royaumes Combattants ou de la dynastie des Qin.
Enfin, le Guliang Zhuan, Commentaire de Guliang, est un autre commentaire moral, probablement plus tardif que le précédent : il daterait du Ier siècle av. J.-C.
Le Han Shu mentionne deux autres commentaires anciens, le commentaire de Zou et le commentaire de Jia, perdus tous les deux.
Parmi les commentaires modernes, citons celui de Wang Fuzhi.

## AutresAnnales des Printemps et Automnes
Le succès des Annales des Printemps et Automnes fit que ce nom fut donné, par la suite à d'autres œuvres, romans historiques ou encyclopédies.
- Les Printemps et Automnes de Lü ou Lüshi Chunqiu, texte de nature encyclopédique, commanditée par Lü Buwei, premier ministre de Qin, vers -239, et rédigée par un groupe d'érudits de la fin des Royaumes Combattants.
- Les Annales des Printemps et Automnes de Chu et de Han, roman historique du IIe siècle av. J.-C., aujourd'hui perdu, qui racontait la guerre civile qui suivit la chute de la dynastie des Qin. Il fut l'une des principales sources de Sima Qian sur cette période.
- Les Annales des Printemps et Automnes des Royaumes de Wu et de Yue Wu Yue Chunqiu, roman historique racontant la guerre qui opposa les États de Wu et de Yue à la fin de la Période des Printemps et des Automnes. Il extrapole les événements racontés dans le Zuo Zhuan, et est attribué à Zhao Ye (IIe siècle av. J.-C.).
- Les Annales des Printemps et Automnes des Seize Royaumes, ou  Shiliuguo Chunqiu,est un récit historique des Seize Royaumes, perdu aujourd'hui.

### Traductions
- Les Annales du royaume de Lu, ou Printemps et Automnes (Wade : Ch'un ch'iu, EFEO Tch'ouen ts'ieou, pinyin : Chun qiu c.à.d. printemps, automnes), trad. Séraphin Couvreur : Tch'ouen Ts'iou et Tso tchouan [Chunqiu, Zhuozhuan]. La chronique de la principauté de Lòu (721-480), Les Belles Lettres, 1951, 
  - t. I (années 721-590 av. J.-C.), 672 p. 
  - t. II (années 589-541 av. J.-C.), 586 p. 
  - t. III (années 540-468 av. J.-C.) .

Les trois commentaires : 
- 1. Commentaire de Zuo (Wade Tso Chuan, EFEO Tso tchouan, pinyin Zuo Zhuan). Commentaire des Annales. Printemps et automnes (pinyin Chun qiu). Annales descendant de 722 jusqu'en 464 av. J.-C. Trad. Séraphin Couvreur (1951) dans Tch'ouen ts'iou et Tso tchouan [Chunqiu, Zhuozhuan]. La chronique de la principauté de Lòu, Éditions You Feng, 2015.
- 2. Commentaire de Gongyang (pinyin Gongyang zhuan), trad. an. Harry Miller : The Gongyang commentary on the Spring and Autumn Annals, New York, Palgrace Macmillan, 2015.
- 3. Commentaire de Guliang (pinyin : Chun Qiu Guliang zhuan), trad. an. Liang Gen, A Forgotten Book. Chun Qiu Guliang Zhuan, Singapour, Global Publishing, 2011, XXVI-296 p.

- Dong Zhongshu, Chunqiu Fanlu (Riche rosée du classique Printemps et Automnes), trad. an. Sarah Queen et John Major, Luxuriant Gems of the Spring and Autumn: attributed to Dong Zongshu, New York, Columbia University Press, 2016.

### Études
- Henri Maspero, "La composition et la date du Tso tchouan", Mélanges chinois et bouddhiques, t. I (1931-1932), p. 137-215.
- (en) Anne Cheng, « Ch'un ch'iu, Kung yang, Ku liang and Tso chuan », dans Michael Loewe (dir.), Early Chinese Texts: A Bibliographical Guide, Berkeley, Society for the Study of Early China and The Institute of East Asian Studies, University of California, Berkeley, 1993, p. 67-76
- Barry B. Blakeley, "On the Authenticity and Nature of the Zuozhuan revisited", Early China, t. 29 (2004), p. 217-267.